# Mito

O deus Thor dos vikings na Batalha contra os gigantes. Pintura de Mårten Eskil Winge (1872)

Um mito (em grego clássico: μυθος; romaniz.: mithós) é uma narrativa de caráter simbólico e ideológico, ligada à religião e ao imaginário coletivo, que procura fundamentar a realidade. Geralmente, assume a forma de uma história fantástica (como os mitos de criação), mas pode ser também um fato histórico e social ficionalizado (como a democracia racial).
O mito evolui com as condições históricas e étnicas relacionadas a uma dada cultura, dependendo de um tempo e espaço para existir e para ser compreendido. O seu estudo começou na história antiga, quando classes rivais de interpretação dos mitos gregos, como por Evêmero, Platão e Salústio, foram desenvolvidas pelos neoplatônicos e mais tarde revividas pelos mitógrafos da Renascença. Hoje em dia, é estudado principalmente pela antropologia, pela sociologia e pela psicologia analítica.

## Tipos de mitos
- Cosmogonias: mitos de origem e destruição, incluindo os messiânicos e milenários.
- Mitos folclóricos
- Mitos fundadores, onde se explica a origem de um rito, uma crença, uma filosofia, uma cidade ou comunidade
- Mito narrativo
- Mitos de providência e destino
- Mitos de renascimento e renovação, incluindo os de memória e esquecimento
- Mitos de seres superiores e seus descendentes
- Mitos de tempo e eternidade
- Soteriológicos: de salvadores e heróis

## Leituras
- Joseph Campbell, O herói de mil faces. Editora Pensamento, São Paulo - SP.
- Joseph Campbell, O poder do mito. Editora Palas Athena, São Paulo - SP. 1990.
- Rollo May, "A procura do Mito". Editora Manole, São Paulo - SP, 1993.
- Mircea Eliade, "Mito e realidade". Editora Perspectiva, São Paulo - SP, 2011.

## Etimologia
A palavra "mito" vem do grego antigo μῦθος (mȳthos), que significa "discurso", "narrativa" ou "ficção". Por sua vez, o grego antigo μυθολογία (mythología, "história", "lendas" ou "contar história") combina a palavra mȳthos com o sufixo -λογία (-logia, "estudo"). Assim, Platão usou mythología como um termo geral para ficção ou narrativa de qualquer tipo. Esta palavra começou a ser adaptada para outras línguas europeias no início do século XIX, num sentido muito mais restrito, como um termo acadêmico para "[uma] história tradicional, especialmente uma que diz respeito à história inicial de um povo ou que explica um fenômeno natural ou social, e que normalmente envolve seres ou eventos sobrenaturais".
O termo grego mythología foi então emprestado ao latim tardio, aparecendo no título Mythologiæ do século V do autor latino Fábio Plancíades Fulgêncio para denotar o que hoje é chamado de mitologia clássica — ou seja, histórias etiológicas grecorromanas envolvendo seus deuses. As Mitologias de Fulgêncio tratavam explicitamente o seu tema como alegorias que requeriam interpretação e não como eventos verdadeiros. O termo latino foi então adotado no francês médio como mythologie. Seja do uso francês ou do latim, o inglês adotou a palavra "mythology" no século XV, significando inicialmente "a exposição de um mito ou mitos", "a interpretação de fábulas" ou "um livro de tais exposições". A palavra é atestada pela primeira vez no Livro de Troia de John Lydgate (c. 1425 ).
Desde Lydgate até o século XVII ou XVIII, "mitologia" significava uma moral, fábula, alegoria ou parábola, ou coleção de histórias tradicionais, entendidas como falsas. Eventualmente, passou a ser aplicado a conjuntos semelhantes de histórias tradicionais entre outras culturas politeístas em todo o mundo. Assim, "mitologia" entrou na língua inglesa antes de "mito". O Dicionário de Johnson, por exemplo, tem uma entrada para mitologia, mas não para mito. Na verdade, ambos os empréstimos grego mythos (pl. mythoi) e latino mythus (pl. mythi) apareceram em inglês antes do primeiro exemplo de "mito" em 1830.
1. ↑  «Myth». Encyclopædia Britannica. Consultado em 11 January 2021 Verifique data em: |acessodata= (ajuda)
2. ↑  S.A, Priberam Informática. «-logia». Dicionário Priberam da Língua Portuguesa. Consultado em 12 de julho de 2025
3. ↑  Fulgentius, Fabius Planciades (1971). Fulgentius the Mythographer. [S.l.]: Ohio State University Press. ISBN 978-0-8142-0162-6
4. 1 2 3  "mythology, n. Arquivado em 13 julho 2021 no Wayback Machine." Oxford English Dictionary (3rd ed.).
5. ↑  Lydgate, John. Troyyes Book, Vol. II, ll. 2487. (em (erro: código de língua 'enm' não reconhecido!)) Reprinted in Henry Bergen's Lydgate's Troy Book, Vol. I, p. 216. Kegan Paul, Trench, Trübner. (London), 1906. Accessed 20 Aug 2014.
6. ↑  "...I [ Paris ] was ravisched in-to paradys.
"And thus this god [sc. Mercury], diuers of liknes,
"More wonderful than I can expresse,
"Schewed hym silf in his appearance,
"Liche as he is discrived in Fulgence,
"In the book of his methologies..."[5]
7. ↑  Browne, Thomas. Pseudodoxia Epidemica: or, Enquiries into Many Received Tenets and Commonly Presumed Truths, Vol. I, Ch. VIII. Edward Dod (London), 1646. Reprinted 1672.
8. ↑  All which [sc. John Mandevil's support of Ctesias's claims] may still be received in some acceptions of morality, and to a pregnant invention, may afford commendable mythologie; but in a natural and proper exposition, it containeth impossibilities, and things inconsistent with truth.[7]
9. ↑  Johnson, Samuel. "Mythology" in A Dictionary of the English Language: In which the Words are Deduced from their Originals, and Illustrated in their Different Significations by Examples from the Best Writers to which are Prefixed a History of the Language and an English Grammar, p. 1345. Arquivado em 1 julho 2017 no Wayback Machine W. Strahan (London), 1755.
10. ↑  Johnson, Samuel. A Dictionary of the English Language, p. 1345 Arquivado em 1 julho 2017 no Wayback Machine. W. Strahan (London), 1755. Accessed 20 Aug 2014.
11. ↑  Johnson's Dictionary, for example, has entries for mythology,[9] mythologist, mythologize, mythological, and mythologically[10]
12. ↑  Shuckford, Samuel. The Creation and Fall of Man. A Supplemental Discourse to the Preface of the First Volume of the Sacred and Profane History of the World Connected, pp. xx–xxi. Arquivado em 13 julho 2021 no Wayback Machine J. & R. Tonson & S. Draper (London), 1753. Accessed 20 Aug 2014.
13. ↑  "That Mythology came in upon this Alteration of their [Egyptians' Theology, is obviously evident: for the mingling the History of these Men when Mortals, with what came to be ascribed to them when Gods, would naturally occaion it. And of this Sort we generally find the Mythoi told of them..."[12]
14. ↑  Coleridge, Samuel Taylor. "On the Prometheus of Æschylus: An Essay, preparatory to a series of disquisitions respecting the Egyptian, in connection with the sacerdotal, theology, and in contrast with the mysteries of ancient Greece." Royal Society of Literature (London), 18 May 1825. Reprinted in Coleridge, Henry Nelson (1836). The Literary Remains of Samuel Taylor Coleridge: Shakespeare, with an introductory matter on poetry, the drama, and the stage. Notes on Ben Jonson; Beaumont and Fletcher; On the Prometheus of Æschylus and others. [S.l.]: W. Pickering. p. 335
15. ↑  "Long before the entire separation of metaphysics from poetry, that is, while yet poesy, in all its several species of verse, music, statuary, &c. continued mythic;—while yet poetry remained the union of the sensuous and the philosophic mind;—the efficient presence of the latter in the synthesis of the two, had manifested itself in the sublime mythus περὶ γενέσεως τοῦ νοῦ ἐν ἀνθρωποῖς concerning the genesis, or the birth of the νοῦς or reason in man."[14]